# Blitzkrieg (groupe)
Pour les articles homonymes, voir Blitzkrieg (homonymie).
Blitzkrieg est un groupe britannique de heavy metal, originaire de Leicester, en Angleterre. La formation est composée de Brian Ross (chant), Alan Ross (guitare), Liam Ferguson (basse), Matt Graham (batterie) et Nick Jennison (guitare). Ross est le seul membre qui reste de la fondation du groupe, et le groupe est maintenant basé à Newcastle.

## Histoire
En 1980, Brian Ross rejoint le groupe Split Image de Leicester (composé des guitaristes Jim Sirotto et Ian Jones, du bassiste Steve English et du batteur Steve Abbey), et après un changement de nom en Blitzkrieg, leur démo aboutit à un contrat d'enregistrement en octobre 1980 avec Neat Records, un label qui signait de nombreux groupes impliqués dans la nouvelle vague du mouvement new wave of British heavy metal. Après la sortie d'un single en 1981, Jones et English sont remplacés par John Antcliffe et Mick Moore. Au début de la carrière de Blitzkrieg, le groupe donne régulièrement des concerts en Angleterre, mais se sépare en 1981 avant d'avoir terminé son premier album. Brian Ross rejoint notamment Satan, un autre groupe de metal, et joue également dans Avenger, Lone Wolf, et Unter den Linden.
En 1984, Ross reforme le groupe avec Sirotto et Moore, le line-up étant renforcé par le guitariste Mick Proctor (de Tygers of Pan Tang) et le batteur Sean Taylor (Satan/Blind Fury, ex-Raven) pour enregistrer l'album Blitzkrieg qui devait à l'origine sortir en 1981, A Time of Changes,,. L'album sort en 1985.
Blitzkrieg, la face B du premier single du groupe, est reprise par Metallica pour la face B du single Creeping Death de 1984,. Metallica était fan de Blitzkrieg et, avant qu'ils ne soient signés, avait envoyé une démo à Ross pour essayer de le faire signer chez Neat Records, pour qui Ross travaillait alors comme A&R,.
En 1991, Roadracer Records publie l'album 10 Years of Blitzkrieg, et le groupe enregistre de nouveaux morceaux qui sont combinés avec des morceaux plus anciens sur l'album Unholy Trinity, dont la sortie est retardée jusqu'en 1995 en raison de problèmes contractuels. Le groupe continue avec Ross comme seul membre constant, publiant les albums Ten (1997), The Mists of Avalon (1998), Absolute Power (2002), Absolutely Live (2004), Sins and Greed (2005), et Theatre of the Damned (2007).
Après une pause de six ans, le groupe revient en 2013 avec l'album Back from Hell. Une version réenregistrée et augmentée de A Time of Changes est publiée en 2015 pour célébrer les 30 ans de la sortie de l'album original. Le dernier album du groupe, Judge Not!, sort en 2018, et un EP, Loud and Proud, suit en 2019.
En 2022, Blitzkrieg sort un nouveau single I am His Voice ainsi qu'une version live de Pull the Trigger. Cette sortie est un précurseur d'un nouvel album imminent.

## Discographie

### Albums studio
- 1985 : A Time of Changes
- 1995 : Unholy Trinity
- 1997 : Ten
- 1998 : The Mists of Avalon
- 2002 : Absolute Power
- 2005 : Sins and Greed
- 2007 : Theatre of the Damned
- 2013 : Back from Hell
- 2015 : A Time of Changes: 30th Anniversary Edition

### Albums live
- 1981 : Blitzed Alive
- 2004 : Absolutely Live

### Compilations
- 2003 : A Time of Changes - Phase 1
- 2014 : The Boys from Brazil Street: 1981 Revisited - The Archives Vol. 1
- 2015 : The Boys from Brazil Street: 1981 Revisited - The Archives Vol. 2

### EP
- 1991 : 10 Years of Blitzkrieg

### Singles
- 1981 : Buried Alive

### Split
- 1985 : Bursting Out/Pull the Trigger (avec Venom)

### Démos
- 1980 : Demo Tape